# Libnotes (Libnotes) quadrifurca
Libnotes (Libnotes) quadrifurca is een tweevleugelige uit de familie steltmuggen (Limoniidae). De soort komt voor in het Australaziatisch gebied.